# سینمای مصر
سینمای مصر (انگلیسی: Cinema of Egypt) به صنعت فیلم‌سازی عربی-مصری‌زبان مستقر در قاهره پایتخت مصر اشاره دارد. از ۱۹۷۶، قاهره میزبان جشنواره بین‌المللی فیلم قاهره بوده است. از ۱۹۰۸ تاکنون، بیش از ۴۰۰۰ فیلم کوتاه، بلند و مستند در کشورهای عرب‌زبان ساخته شده که سه‌چهارم آن، مصری بوده‌اند. از کارگردانان مشهور این سینما می‌توان به سعید مرزوق و یوسف شاهین اشاره کرد.